# Sjöofficerssällskapet i Göteborg

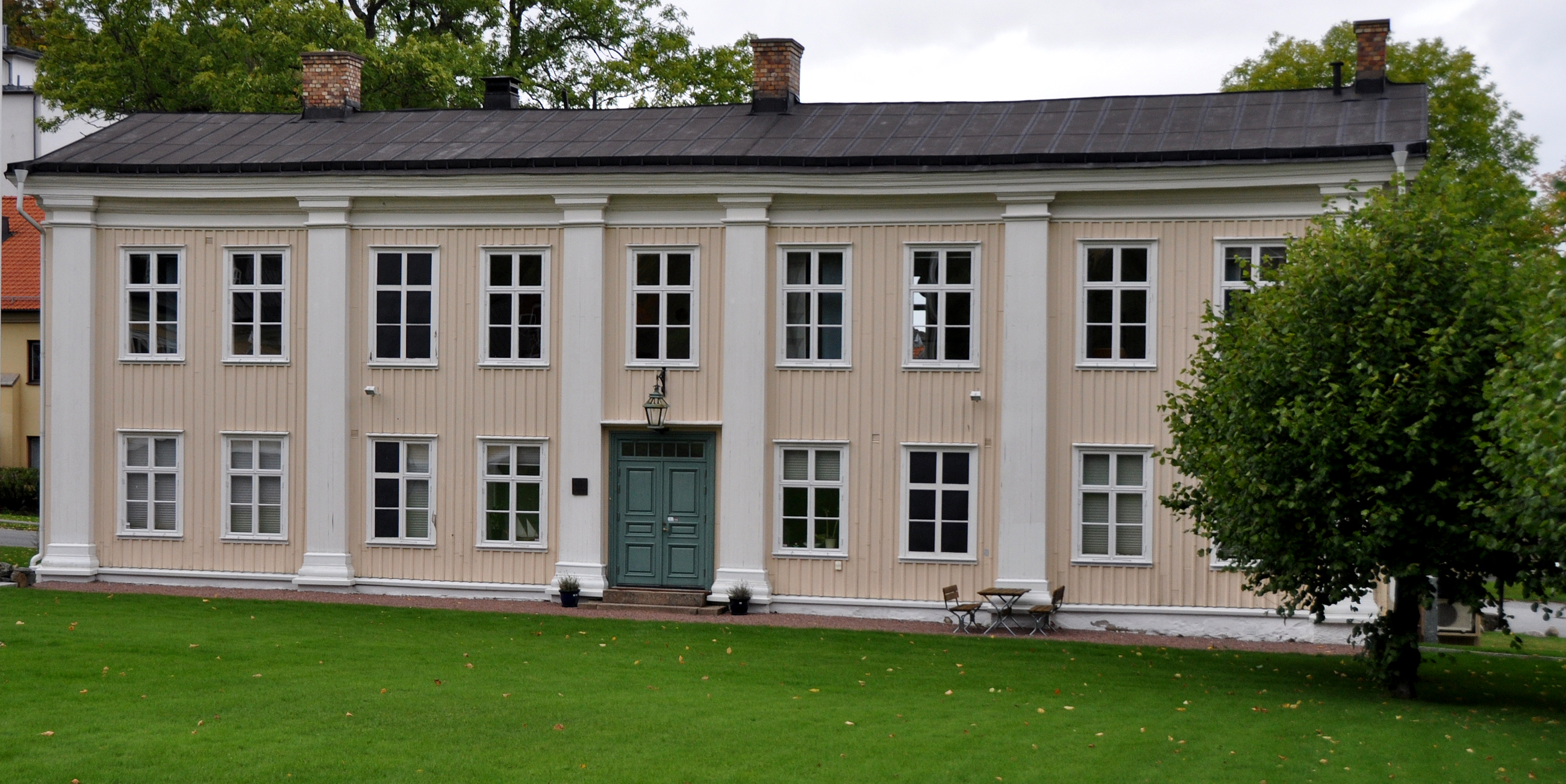
Nobis på Nya Varvet där sällskapet bedrev verksamhet till 2005.

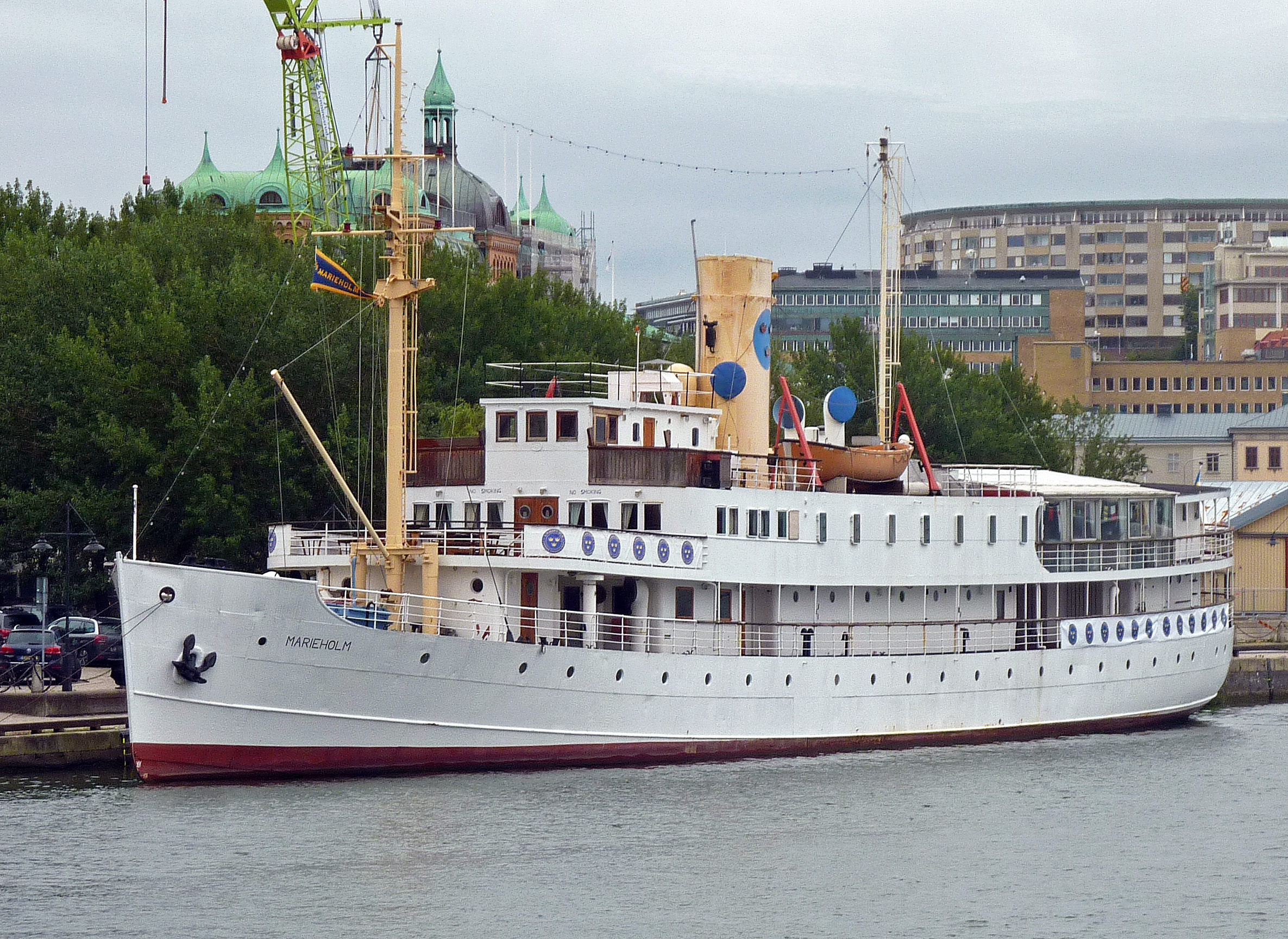
S/S Marieholm där sällskapet har sina lokaler sedan 2006.

Sjöofficerssällskapet i Göteborg (SOSG) är en sammanslutning av officerare i Svenska marinen i Göteborg.

## Historia
Efter att flottan utökade sin verksamhet vid Nya Varvet i Göteborg under tidigt 1800-talet inreddes byggnaden Nobis som mäss för flottans officerare. I anslutning till detta bildades 1832 Nya Varvssocieteten som bedrev festverksamhet på Nobis. Verksamheten upphörde när flottan lämnade Nya Varvet 1870 men återupptogs 1907–1926 då flottan återvände. 
Efter att Västkustens marindistrikt tillkommit 1937 bildades den 11 november samma år Nya Varvets Officerssällskap för officerare inom flottan och kustartilleriet. 1942 uppsattes Älvsborgs kustartilleriregemente (KA 4) som förlades till Käringberget. Samtidigt ökade antalet officerare i flottan vid Nya varvet. Detta ledde till att sällskapet den 1 oktober 1943 ombildades till Sjöofficerssällskapet i Göteborg
Sjöofficerssällskapet bedrev verksamhet på Nobis till och med år 2005. Numera har sällskapet sina lokaler ombord på museifartyget S/S Marieholm.